# Сотворившая чудо (фильм, 2000)
«Сотворившая чудо» (англ. The Miracle Worker) — телевизионный фильм режиссёра Нади Тэсс, ремейк одноимённого фильма 1962 года. В главных ролях снялись Халли Кейт Айзенберг и Элисон Эллиотт. Картина основана на пьесе Уильяма Гибсона «Сотворившая чудо».

## Сюжет
В возрасте девятнадцати месяцев Хелен Келлер переносит тяжелое заболевание, в результате которого полностью лишается зрения и слуха. Хелен неспособна общаться со своей семьёй, кроме как с помощью постоянных истерик. Она ест руками, не умеет ходить прямо и часто ломает и разбивает предметы. Её родители Кейт и Артур жалеют дочь, но убеждены, что Хелен умственно отсталая.
Отец решает воспользоваться последним шансом обучить девочку: пригласить в дом учителя. Он обращается в Школу Перкинса для слепых, откуда к Келлерам присылают Энн Салливан, молодую женщину, саму имеющую проблемы со зрением. Салливан выросла в этой школе со своим братом Джоном, умершим в детстве. Учительница уверена, что сможет найти подход к Хелен.
Энн встречается с Хелен на крыльце, и девочка отбирает у неё чемодан, далее в комнате она выбрасывает из чемодана всю одежду Энн, но забирает куклу, Энн пытается научить её слову кукла по буквам на языке глухонемых, но девочка с ней дерётся, пытаясь отобрать куклу, но Энн упорно показывает ей как сказать "кукла" сгибая её пальцы. С кексом получается гораздо лучше, так как все в доме всегда успокаивают девочку разными лакомствами, и Хелен быстро учит слово, но пока не понимает связи. Не получив желаемого девочка выбегает из комнаты закрыв учительницу внутри на ключ. Лишь в обед сын Артура говорит, что Энн не может спуститься так как Хелен закрыла её на ключ. Энн вызволяют из комнаты приставив лестницу к дому, она идёт за девочкой, и видит, что та прячет ключ между досками, вынув его изо рта.
Салливан просит всех уйти из столовой, закрывается с Хелен, и учит её пользоваться столовыми приборами и правильно ходить, используя при этом достаточно жёсткие методы, так как девочка всё время с ней дерётся, желая делать так как она уже привыкла. Артур недоволен этим, и он требует от учительницы уехать из их дома. В ответ она просит дать ей время, хотя бы месяц, в течение которых Хелен будет полностью изолирована от привычного ей мира поместья и предоставлена заботам Салливан в садовом домике. Кейт и Артур неохотно соглашаются,  но дают ей лишь на две недели. Энн вынужденно соглашается, хотя и настаивает на том, что этого недостаточно.
Салливан удаётся добиться некоторых успехов в обучении языку жестов, но она не может добиться главного — Хелен должна понять, что каждый предмет имеет своё название. Отведённые Энн две недели заканчиваются; они переходят в основной дом, она уже собирается уезжать, когда за столом поведение Хелен меняется, она сидит на стуле, но ест без салфетки и приборов. Энн отбирает у неё её любимую еду, но капитан требует прекратить насилие над его дочерью, и отдает ей еду. Энн снова пытается дать девочке вилку, но в ответ она обливает Энн водой из графина. Не стерпев такого отношения, Энн хватает Хелен, графин, и ведёт их к колонке с водой, где вместе с сопротивляющейся Хелен качает воду, подставляя её руки под поток и раз за разом показывает слово "вода". Девочка разбивает графин, и вдруг понимает, что особые прикосновения пальцев учительницы означают «вода», и пытается сказать это слово. К ней приходит понимание, что знаки, которые ей показывала всё это время учительница связаны с теми вещами и предметами, к которым она в это время прикасалась. Когда на её звон в колокол прибегают вся семья и слуги, Хелен подходит к маме, и показывает ей слово "мама", Энн тут же касается рукой Хелен отца, показывает слово "папа", и Хелен повторяет его прикасаясь к отцу.
Теперь, после этого резкого прорыва в обучении, Хелен начинает постепенно учиться осознавать это мир при помощи тактильных ощущений и общения с учительницей.

## В ролях
| Актёр                | Роль          |
| -------------------- | ------------- |
| Элисон Эллиотт       | Энн Салливан  |
| Халли Кейт Айзенберг | Хелен Келлер  |
| Дэвид Стрэтэйрн      | Артур Келлер  |
| Кейт Гринхаус        | Кэти Келлер   |
| Лукас Блэк           | Джеймс Келлер |
| Патриция Гейдж       | тётя Ив       |
| Невилл Эдвардс       | Генри         |
| Дамир Андрей         | доктор Анапес |

## Критика
Кристофер Налл, критик сайта «Filmcritic.com», в целом положительно оценил картину и похвалил игру Лукаса Блэка и Халли Кейт Айзенберг, но назвал фильм «типичным».
На сайте «Rotten Tomatoes» фильм имеет рейтинг 78 процентов[≡].

## Награды и номинации
| Награды и номинации               | Награды и номинации | Награды и номинации                                 | Награды и номинации  | Награды и номинации |
| Награда                           | Год                 | Категория                                           | Номинирован(а)       | Итог                |
| --------------------------------- | ------------------- | --------------------------------------------------- | -------------------- | ------------------- |
| Family Television Awards          | 2001                | Лучший фильм, мини-сериал или специальная программа |                      | Победа              |
| Motion Picture Sound Editors, USA | 2001                | Лучший звуковой монтаж                              | Джон Бенсон и др.    | Номинация           |
| Молодой актёр                     | 2001                | Лучшая работа в телефильме — актриса до десяти лет  | Халли Кейт Айзенберг | Номинация           |